# Малояз (Челябинская область)
Малояз — село в Ашинском районе Челябинской области. Входит в состав Илекского сельского поселения. Расположен на границе с Башкортостаном.
Через село протекает одноимённая река. Ближайший населённый пункт — башкирское село Татарский Малояз.

## Население
| 2002 | 2010 |
| ---- | ---- |
| 157  | ↘131 |

По данным Всероссийской переписи, в 2010 году численность населения села составляла 131 человек (62 мужчины и 69 женщин).

## Улицы
Уличная сеть села состоит из 2 улиц.